# Novembre 1862

## Événements
- 15 novembre, France : la danseuse française Emma Livry brûle sur scène lors d'un accident survenu durant les répétitions d'un ballet. Elle est la dernière ballerine romantique.

- 18 novembre : percement de l'isthme de Suez.

## Naissances
- 18 novembre : Ernest Choquette, écrivain.
- 23 novembre : Désiré Maroille, homme politique belge
- 28 novembre : Albert Rigolot, peintre français († 25 avril 1932).
- 30 novembre : Hubert Krains, écrivain belge et militant wallon († 10 mai 1934).

## Décès
- 7 novembre : Charles Mozin, peintre français (° 12 mars 1806).
- 26 novembre : Curt Victor Clemens Grolig, peintre allemand (° 15 juin 1805).